# Canavaggia
 Canavaggia  là một xã ở tỉnh Haute-Corse trên đảo Corse, Pháp. Xã này có diện tích km², dân số năm 1999 là 98 người. Khu vực này có độ cao mét trên mực nước biển. Xã này có chung tổng Alto-di-Casaconi với Monte, Volpajola, Campile, Olmo, Prunelli-di-Casacconi, Campitello, Ortiporio, Lento, Bigorno, Scolca, Crocicchia và Penta-Acquatella.
Ortiporio nằm ở phía tây của tổng, cự ly 9 km so với Campitello; ranh giới phía tây là Asco, phía nam là Golo, ngay dưới núi Quercitellu cao 1247 m.